# Уранопереробний завод у Порт-Пірі
Уранопереробний завод у Порт-Пірі – колишній виробничий майданчик на півдні Австралії. Офіційно був відормий як Port Pirie Uranium Treatment Complex (PPUTC).
Завод почав роботу в серпні 1954 році в межах проекту розробки уранового родовища Радіум-Хілл, звідки рудний концентрат доправляли до Порт-Пірі залізницею. На заводі провадили розкриття концентрату сульфатною кислотою, після чого відокремлювали продуктивний розчин та провадили осадження з нього солей урану. Проектна потужність майданчику становила 160 тонн оксиду урану (V, VI) на рік, а покупцем товарної продукції виступала британсько-американська UK-USA Combined Development Agency.
Окрім як в проекті Радіум-Хілл завод розраховували використовувати для переробки руди родовища Міпонга (Myponga, також відоме як Вайт-Дог-Хілл), що знаходилось за шість десятків кілометрів на південь від Аделаїди. Втім, у 1954 – 1955 роках це джерело забезпечило поставки лише 340 тонн концентрату, з якого отримали 1 тонну оксиду урану.
В лютому 1962-го завод припинив переробку руди Радіум-Хілл через вичерпання запасів останнього. Всього на цей момент було перероблено біля 120 тисяч тонн концентрату, що дало змогу отримати 852 тонни оксиду урану. 
Втім, на цьому історія майданчику не завершилась. Концентрація оксидів рідкісноземельних елементів в руді Радіум-Гілл могла досягати дуже великих значень – в окремих випадках до 7%, тому на початку 1960-х Rare Earth Corporation провадила тут переробку хвостів з метою вилучення з них скандію та оксиду ітрію (а також певних обсягів інших рідкісноземельних елементів). Також до переробки залучали імпортовану сировину.
Рідкісноземельна тематика була продовжена в 1969 – 1972 роках, коли в Порт-Пірі провадили розкриття монациту, що мав місцеве походження з якогось родовища чи родовищ Південної Австралії. В цей період щотижнево переробляли 25 – 30 тонн монацитових пісків, з яких отримували концентрати церію, лантану та ітрію. Монацит також є рудою торію, якому не було застосування, а тому хвостосховища майданчику поповнились 39 тоннами цього радіоактивного елементу.
За результатами роботи заводу утворились сховища загальною площею 26 гектарів, що містили біля 200 тисяч тонн хвостів. Після того, як в 1981-му високі припливні хвилі пошкодили одну з дамб, на вимогу громадськості провели комплекс робіт з покриття хвостосховищ метровим шаром гранульованого шляку сусіднього плавильного комплексу Порт-Пірі, що дозволило ефективно мінімізувати емісію радіоактивних елементів до навколішнього середовища.